# Herbert Feigl
Herbert Feigl (født 14. december 1902 i Reichenberg (Østrig-Ungarn), i dag Liberec (Tjekkiet), død 1. juni 1988 i Minneapolis, Minnesota) var en østrigsk-amerikansk filosof, professor og forfatter.
Feigl studerede fysik, matematik og filosofi i München. I 1922 påbegyndte han et studie i Wien; i denne tid blev han også forbundet med Wienerkredsen. Hans første monografi, Theorie und Erfahrung in der Physik (Teori og erfaring i fysik), udkom i 1929. I det derpå følgende år måtte han emigrere til USA, hvor han studerede på Harvard University. I de derpå følgende år var Feigl professor ved universitetet i Iowa og i 1953 grundlagde han Minnesota Center for Philosophy of Science, hvorfra han i 1971 trådte tilbage som direktør. Han arbejdede dog videre til sin død i 1988 som forfatter.
| filosofi | Spire Denne filosofiartikel er en spire som bør udbygges. Du er velkommen til at hjælpe Wikipedia ved at udvide den. |